# Плохой лейтенант (фильм, 2009)
«Плохой лейтенант» (англ. Bad Lieutenant: Port of Call New Orleans) — художественный фильм режиссёра Вернера Херцога, премьера которого состоялась в конкурсной программе Венецианского фестиваля 2009 года (одновременно с другим фильмом Херцога — «Мой сын, мой сын, что ты наделал»). Название и некоторые темы отсылают к ленте Абеля Феррары «Плохой лейтенант» (1992).

## Сюжет
Действие фильма начинается в Новом Орлеане во время урагана «Катрина». Полицейский Терренс Макдона (Николас Кейдж) импульсивно спасает заключённого из камеры в тюрьме с прибывающей водой. При этом он повреждает позвоночник, однако получает награду и звание лейтенанта. Шесть месяцев спустя Терренсу поручено расследовать сложное убийство пяти сенегальских эмигрантов, в ходе которого злоупотребляющий кокаином лейтенант сталкивается с серьёзными личными проблемами. Для разрешения своих проблем он использует других людей, включая самих преступников.

## В ролях
| Актёр                  | Роль               |
| ---------------------- | ------------------ |
| Николас Кейдж          | Теренс МакДона     |
| Вэл Килмер             | Стиви Прут         |
| Ева Мендес             | Фрэнки Донненфельд |
| Элвин «Xzibit» Джойнер | Биг-Фэйт           |
| Шон Хэтоси             | Арман Бенуа        |
| Файруза Балк           | Хайди              |
| Дженнифер Кулидж       | Женевьева          |
| Брэд Дориф             | Нед                |
| Майкл Шеннон           | Мундт              |
| Вонди Кёртис-Холл      | Джеймс Брассер     |
| Шей Уигем              | Джастин            |

Фильм стал второй совместной работой Николаса Кейджа и Евы Мендес после фильма «Призрачный гонщик».

## Успех
Фильм получил хорошие отзывы в прессе. Лишь немногие приняли его за серьёзную попытку легендарного режиссёра снять фильм в одном из традиционных голливудских жанров, многие увидели в нём чистый стёб. Авторитетный французский журнал Cahiers du cinéma по результатам опроса специалистов в области кино назвал «Лейтенанта» лучшим фильмом 2010 года после лауреата «Золотой пальмовой ветви» «Дядюшки Бунми».